# 丸本卓哉
丸本 卓哉（まるもと たくや、1942年4月24日 - 2022年12月14日）は、日本の教育者。農学研究者。山口大学第12代目学長。同大名誉教授。専門は土壌微生物の研究。農学博士（1973年、九州大学にて取得）。また山口県空手道連盟会長を務める。

## 経歴
1942年、福岡県生まれ。1967年、九州大学農学部農芸化学科卒業。1969年、同大学院農学研究科修士課程修了。1972年、同大学院同研究科博士課程単位取得退学。同年4月から同大学同学部研究生となる。1973年4月、山口大学農学部助手。同年12月、九州大学大学院農学研究から博士課程修了。
1975年3月、山口大学農学部助教授。1979年 - 1981年フンボルト財団（西ドイツ土壌生物学研究所）招聘研究員。1991年4月 - 2004年3月まで同大学教授、1996年8月 - 1998年7月まで同大学農学部長を歴任。2004年4月 - 2006年5月まで同大学理事及び副学長。
2006年5月、同大学長に就任。2014年3月末退官。2014年4月に京都大学監事に就く。山口大学名誉教授。
2022年12月14日、胃がんのため死去。80歳没。

## 人物
- 九州大学入学後、大病により体調を崩し1年間休学し手術。その後、大学院に進学。微生物研究の道を進んだ。
- 山口大学長時代には、「人には皆役目がある」ということを念頭に、学生達に忍耐強く努力を続けるよう、指導している[4]。

## 活動
- 環境修復機能を持つ「養生マット・多機能フィルター」製造を行う多機能フィルター株式会社の代表取締役として、緑化を用いた環境保護に尽力[5]。
- 1991年の雲仙・普賢岳火砕流発生後の緑化においては特殊な不織布シートに包んだ種バッグによる航空緑化に取り組んだ[6]。

## 栄典
- 1997年 - 日本土壌肥料学会賞を受賞。
- 1998年 - 山口県科学技術振興奨励賞を受賞。
- 2006年 - 中国文化賞を受賞。
- 2007年 - 日本農学賞、読売農学賞、環境大臣賞を受賞。
- 2018年 - 瑞宝重光章受章[7]

## 研究・論文
- 「土壌の易分解性有機物に対する微生物体及びその細胞壁の寄与について．（第1報）ライグラスの分解に伴う土壌有機態窒素のアミノ酸及びアミノ糖化合物の動向．」（日本土壌肥料学雑誌、1974年）
- 「土壌の易分解性有機物に対する微生物体及びその細胞壁の寄与について．（第2報）易分解性有機物の集積と微生物の関係．」（日本土壌肥料学雑誌、1974年）
- 「土壌の易分解性有機物に対する微生物体及びその細胞壁の寄与について．（第3報）土壌中における微生物体及びその細胞壁物質の無機化に及ぼす．乾燥処理の効果と易分解性有機物に対する細胞壁物質の寄与．」（日本土壌肥料学雑誌、1974年）
- 「土壌の易分解性有機物に対する微生物体及びその細胞壁の寄与について．（第4報）微生物体及びその細胞壁物質の超音波処理及び熱乾処理によって無機化が促進される有機態窒素の化学的組成．」（日本土壌肥料学雑誌、1974年）
- 「D-アミノ酸の土壌中分布とその土壌窒素代謝における意義」（土と微生物、1976年）
- 「土壌微生物による養分代謝とバイオレメディエション」（1999年 - 2001年）
- 「共生微生物等を利用した荒廃土壌の修復技術の開発」（1999年 - 2001年）
- 「温井ダムサイトの岩盤緑化に関する研究」（1997年 - 2001年）[8]

## 共著
- 『地域生態系への回帰ー急傾斜地に樹林を復元する新しい理念と戦略』（共著:河野憲治、総合出版、2003年）
  - 中国版も出版されている。